# 勝山城 (越前国)
勝山城（かつやまじょう）は、福井県勝山市（旧大野郡勝山町）にあった日本の城。戦国時代に柴田勝家の一族である柴田勝安によって築かれた。江戸時代には勝山藩の藩庁が置かれた。

## 歴史
勝山城は、戦国時代の天正8年（1580年）に柴田勝家の一族である柴田勝安によって築城された。
信長公記では勝山城城主は原長頼と思われる。
天正11年（1583年）、越前を丹羽長秀が領すると、その家臣の成田道徳が城主となり4万5千石を知行した。天正13年（1585年）、成田は丹羽家の内紛などにより出奔した。
江戸時代に入ると、慶長6年（1601年）福井に封じられた結城秀康の支配するところとなるが、寛永元年（1624年）松平直基が3万石をもって封じられると、勝山藩の藩庁が置かれた。その後、松平直良が入るが、正保元年（1644年）直良が移封されると廃城となり、勝山の地は天領となった時期もあった。
元禄4年（1691年）に小笠原貞信が2万2千石で勝山の地に封じられ、以後明治維新まで小笠原氏8代がこの地を治めた。宝永5年（1708年）には、城址への築城許可が下り、7代藩主小笠原長貴の代に完成を見た。文政5年（1822年）に、本丸より出火し、門、高塀、土蔵を残して焼失したが、文政9年（1826年）に再建された。
1858年（安政5年）2月26日、地震により天守、櫓、石垣が大破。明治時代に廃城となった後、城の建物は取り壊された。

## 遺構

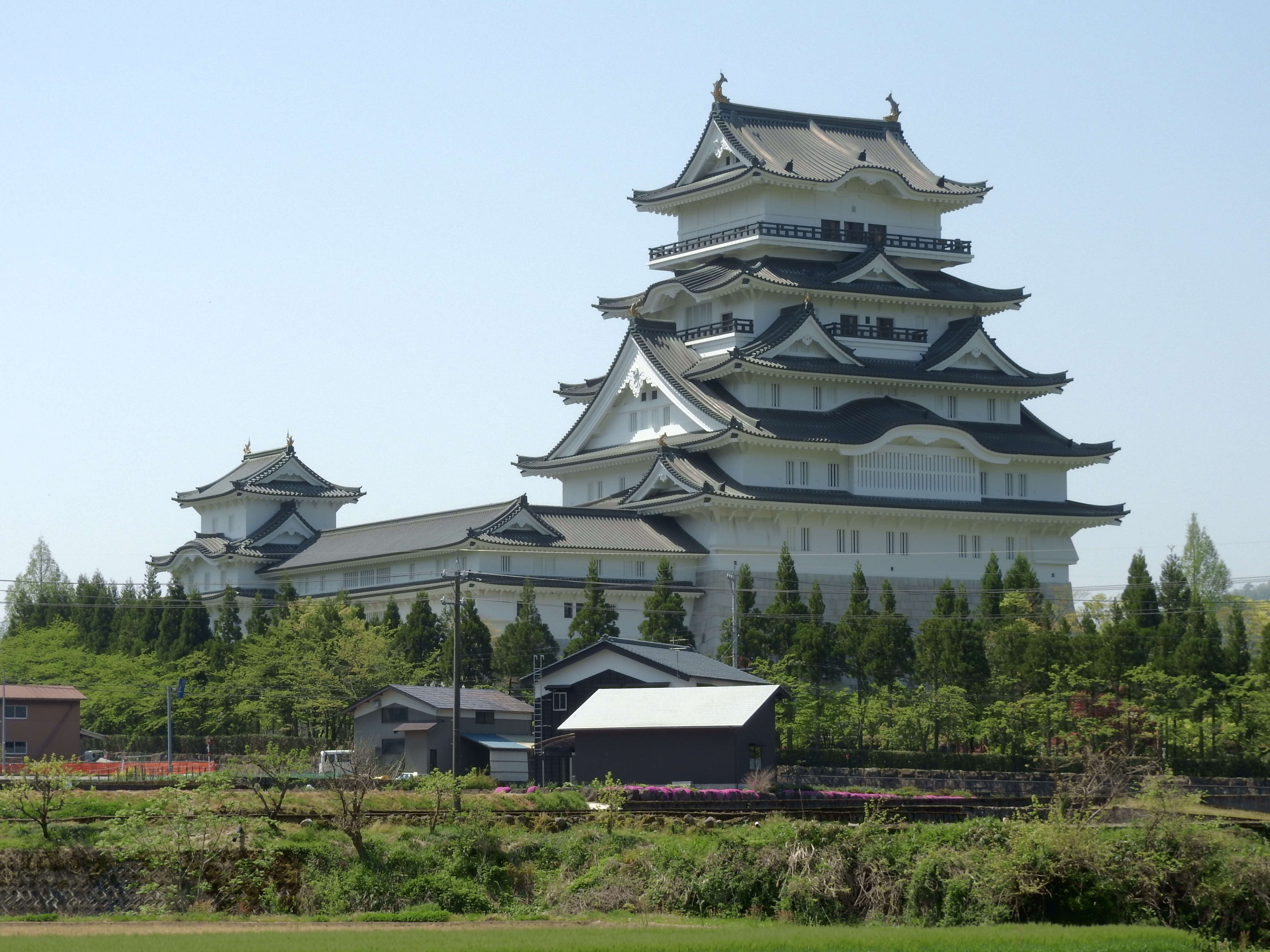
勝山城博物館

現在の勝山市役所付近が城跡中心部で、市役所と公民館があるあたりが本丸跡であり、市役所前の道路付近に堀が設けられていた。天守台や石垣が昭和40年まで残っていたが、市民会館建設に伴い撤去され、現在は市民会館敷地に城址の碑が建つのみである。南西2.7kmに、姫路城に似た日本一の高さの模擬天守を持つ勝山城博物館が建てられているが、歴史上の勝山城とは位置・形式ともに関係はない。
現存する建物としては、成器堂の講堂、演武場、表門、土蔵がある。成器堂の建物は1879年（明治12年）に取り壊され、払い下げられた。講堂が神明神社社務所、演武場が布市の道場、表門、土蔵が今井家表門・土蔵として移築され現存する。